# Still Not Getting Any...
Still Not Getting Any... es el segundo álbum de estudio de la banda canadiense de Rock Simple Plan. Fue lanzado al mercado el 26 de octubre de 2004.

## Lista de canciones
1. "Shut Up!" (3:01)
2. "Welcome To My Life" (3:27)
3. "Perfect World" (3:51)
4. "Thank You" (2:54)
5. "Me Against The World" (3:11)
6. "Crazy" (3:36)
7. "Jump" (3:08)
8. "Everytime" (4:01)
9. "Promise" (3:32)
10. "One" (3:20)
11. "Untitled (How Could This Happen To Me?)" (3:58)

## Edición de disco
También hay otra edición del disco. Son dos experiencias en un disco. El primer lado del disco, y el disco del otro lado es un DVD bonus.
El DVD contiene:
- Las letras de las canciones
- La discografía con los títulos de las canciones y el trabajo del álbum
- Más de 50 fotos del tour, detrás de escenas, promos, detrás del escenario, y trabajo de photoshoots del álbum
- Enlaces exclusivos de la banda
- El álbum entero con sonido 5.1
- Créditos

Además, sí pones el lado del DVD en el computador, accedes a contenido exclusivo de Simple Plan, incluyendo:
- Enlaces directos
- Material para el computador (wallpapers, etc)
- Fotos para tú iPod o computador
- Íconos de chat

### Still Not Getting Any... Tour Edition
El álbum también fue relanzado en Asia con el título de Still Not Getting Any... Tour Edition. El Tour Edition tiene dos portadas, la más tradicional es con la foto de cada miembro de la banda en un barrio, algunos están 'saludando', otros se quedan quietos u otros sosteniendo un perro. También está disponible la portada normal, es muy extrañá, pero está disponible en páginas cómo Amazon o Play. El listado de canciones no cambia mucho, pero la canción «Untitled» se omite y el DVD disponible en el Disco "Dual" Edition también está en Tour Edition.

### Listado de canciones de Tour Edition
CD
1. "Shut Up!" – 3:03
2. "Welcome to My Life" – 3:22
3. "Perfect World" – 3:53
4. "Thank You" – 2:55
5. "Me Against the World" – 3:14
6. "Crazy"  – 3:38
7. "Jump" – 3:11
8. "Everytime" – 4:03
9. "Promise" – 3:34
10. "One" – 3:22

DVD
- Letras de canciones en pantalla
- Discografía con los títulos de las canciones y el trabajo del álbum
- Más de 50 fotos del tour, detrás de escenas, promos, detrás del escenrio, y trabajo de photoshoots del álbum
- Links exclusivos de la banda
- El álbum entero con sonido 5.1
- Créditos

## Posicionamiento

### Semanal
| Gráfico (2004–05)                  | Pico de posición |
| ---------------------------------- | ---------------- |
| Australia (ARIA)                   | 6                |
| Austria (Ö3 Austria)               | 5                |
| Bélgica (Ultratop flamenca)        | 37               |
| Bélgica (Ultratop valona)          | 93               |
| Canadá (Billboard Canadian Albums) | 2                |
| Países Bajos (Album Top 100)       | 32               |
| Francia (SNEP)                     | 12               |
| Alemania (Offizielle Top 100)      | 16               |
| Italia (FIMI)                      | 18               |
| México Álbumes (AMPROFON)          | 9                |
| Nueva Zelanda (Recorded Music NZ)  | 5                |
| España (PROMUSICAE)                | 48               |
| Suecia (Sverigetopplistan)         | 26               |
| Suiza (Schweizer Hitparade)        | 22               |
| Reino Unido Álbumes (OCC)          | 101              |
| UK Rock & Metal Álbumes (OCC)      | 8                |
| Estados Unidos (Billboard 200)     | 3                |

## Personal
- Pierre Bouvier - Vocales
- Chuck Comeau - batería
- Jeff Stinco - guitarras
- Sebastien Lefebvre - guitarras, vocales de fondo
- David Desrosiers - bajo, vocales de fondo
- Bob Rock - producción, ingeniería
- Eric Helmkamp - ingeniería digital
- Randy Staub - mezclas
- Bill Sample - piano (canción 11)
- Eric Lawrence - mánager
- Rob Lanni - mánager
- Andy Karp - artistas y dirección de repertorio
- Aaron Simon - mánager de producción
- Ron Blestock - representación legal
- Jill Michael - representación legal
- Mathieu Desjardins - mánager de negocios
- Chapman Baehler - fotografía del álbum
- Christina Dittmar - dirección de arte para Lava Records
- Fred Jérôme - Diseño de cubierta y sitio web
- Patrik Langlois - Página web (http://www.simpleplan.com)